# 138-as busz (Budapest)
A budapesti 138-as jelzésű autóbusz Csepel, Szent Imre tér és Budatétény vasútállomás (Campona) között közlekedik. A vonalat az ArrivaBus üzemelteti. Ünnepnapokon nem érinti az Auchan Sziget áruház megállóhelyet. Csepeltől az M0-s csomópontig a 38-as busszal azonos az útvonala. A járatra felszállni csak az első ajtón lehet, ahol a járművezető ellenőrzi az utazási jogosultság meglétét.
Érdekességképpen útközben 4 megálló már Szigetszentmiklós városának szélét érinti, de ennél a járatnál a budapesti jegyrendszeren túl több okból sem szükséges környéki térítés. Egyrészről speciális módon más útvonali lehetőség hiányában rövid kitérőt tesz a szigetszentmiklósi Auchan környékén és visszatér Budapestre, ez még 5 k.m. hosszúságot sem érint. Másrészről - a BKK közlése szerint - az Auchan üzletpolitikai megállapodást kötött a BKK-val, hogy a buszok közös csepeli érdekeltséggel is betérjenek az áruházhoz. Mindemellett még az is hozzátartozhat, hogy 2001-ig Lakihegy határvonala különálló faluként az M0 vonalán húzódott és addig környéki lakott területet nem érintett egy megálló sem. Tehát változtatás eléggé hátrányosan érintené az utazókat. Az említett terület ú.n. köztes térítési szakasz a 38-as buszcsaládnál, a rokon járatoknál e szakaszon - felszállás helyszínétől útirányhoz kapcsolódva - bizonyos feltételekkel a budapesti és környéki térítés is elfogadott. Szigetszentmiklóson felszállva a Hárosi csárdáig nem szükséges budapesti jegyet érvényesíteni, Budapesten felszállva Lakihegy-Hárosig nem szükséges környéki jegyet érvényesíteni.

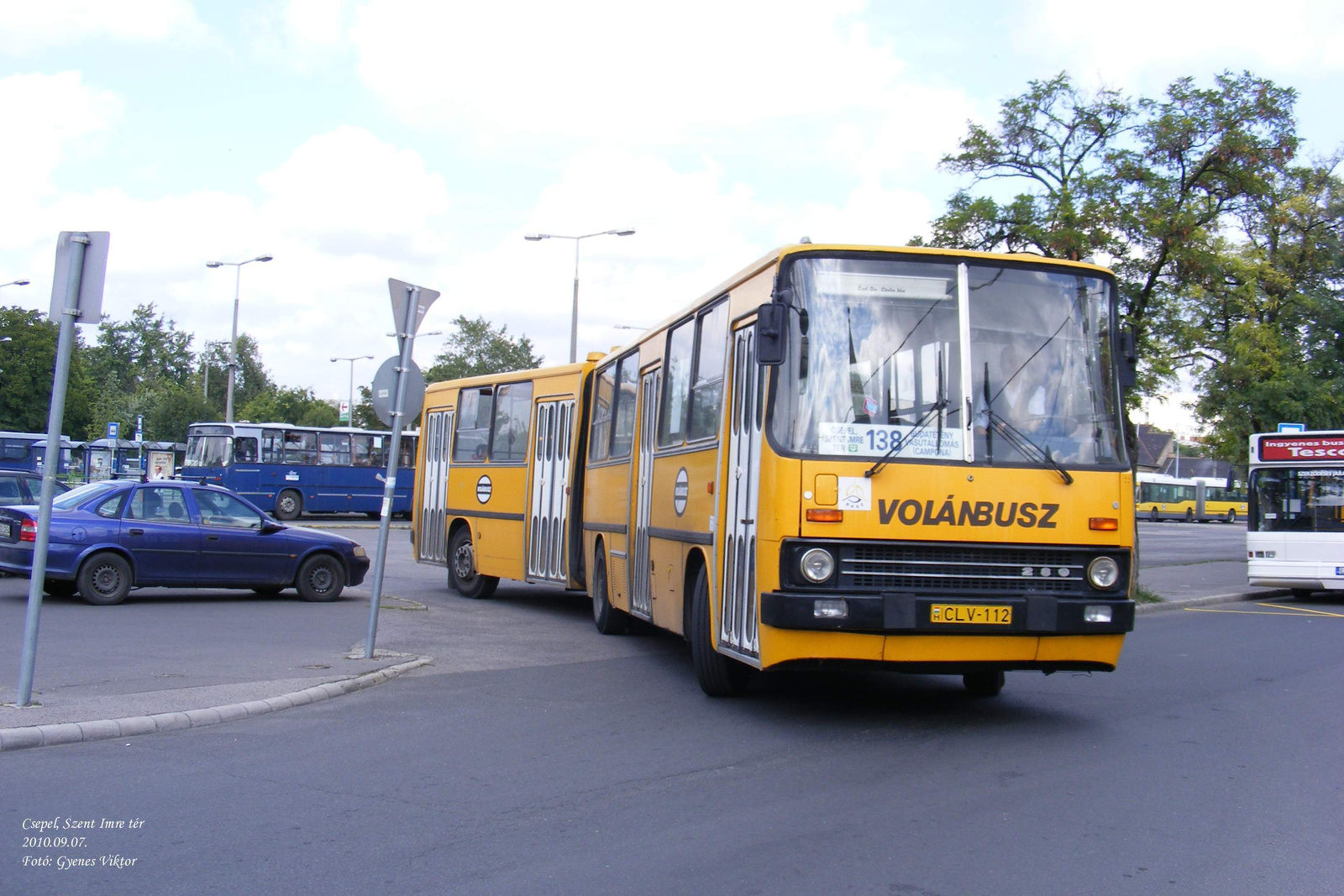
Egy, a Volánbusz-tól kölcsönvett IK-280-as, 138-as jelzéssel

## Története
1969-ben a Csepel, Tanácsház tér (ma Szent Imre tér) és Csepel, autógyár között közlekedő 38-as busz gyorsjáratot kapott, ami az akkori szokásoknak megfelelően a 138-as jelölést kapta. 1977. január 1-jén a 138-as busz jelzését 38-asra változtatták.
1988. április 1-jén Csepel, Tanácsház tér és a Hárosi iskola között új járat indult 138-as jelzéssel, ekkor még csak munkanapokon, csúcsidőben. A Vilmos utcai felüljáró elkészülte után, 1992. január 2-án útvonalát az 1990-ben átadott hárosi Deák Ferenc hídon át Budatétény, Jókai Mór utcáig hosszabbították, majd 1999. 
szeptember 9-én a budatétényi végállomását a szeptember 15-én átadott Campona bevásárlóközpont mellett épült buszállomáshoz helyezték át. 2002. december 14-étől betér a szigetszentmiklósi Auchan áruházhoz. A 2008-as paraméterkönyv bevezetésével a 138-as busz a 38-ashoz hangolva, illetve a H7-es HÉV-hez igazodva közlekedik.
2010. szeptember 1-jétől a Volánbusz indította el Ikarus 280-as, Ikarus C80-as és a Mercedes-Benz 0405 GN2 típusú buszait a vonalon.
Közúti torlódás miatt 2018. augusztus 30-án, illetve szeptember 3-án 138B jelzésű rendkívüli járat közlekedett a Szent Imre tér és a Hárosi iskola között.

## Útvonala
| Budatétény vasútállomás (Campona) felé |
| Csepel, Szent Imre tér vá. – Károli Gáspár utca – II. Rákóczi Ferenc út – Szigetszentmiklós, Áruházi bekötőút – Auchan Sziget, forduló – Áruházi bekötőút – II. Rákóczi Ferenc út – – Budapest, – Vilmos utcai felüljáró – Nagytétényi út – Budatétény vasútállomás (Campona) vá.                                                |
| Csepel, Szent Imre tér felé |
| Budatétény vasútállomás (Campona) vá. – Nagytétényi út – Vilmos utcai felüljáró – – – Szigetszentmiklós, Szigethalmi út – II. Rákóczi Ferenc út – Áruházi bekötőút – Auchan Sziget, forduló – Áruházi bekötőút – Budapest, II. Rákóczi Ferenc út – Vermes Miklós utca – Kiss János altábornagy utca – Csepel, Szent Imre tér vá. |

## Megállóhelyei
| 0                                               | Budatétény vasútállomás (Campona) végállomás | 34 | 13, 13A, 88, 101E, 113, 113A, 150, 150B, 287 700 S40 S42 G43 G44                         | Campona bevásárlóközpont, Vasútállomás, Autóbusz-állomás, P+R                                                                                         |
| 2                                               | Lépcsős utca                                 | 32 | 33, 114, 133E, 150, 150B, 213, 214 705 1120                                              | Campona bevásárlóközpont |
| 3                                               | Jókai Mór utca                               | 31 | 33, 114, 133E, 150, 150B, 213, 214                                                       | McDonald’s Étterem |
| ∫                                               | DEXTER                                       | 29 |                                                                                          | |
| 6                                               | Növény utca                                  | 28 | 689, 691                                                                                 | |
| ∫                                               | Háros                                        | 23 | 38, 38A, 238, 280, 280B                                                                  | |
| 13                                              | Áruházi bekötőút                             | 21 | 38, 38A, 238, 279, 279B, 280, 280B 688, 690, 691                                         | |
| Auchan Sziget áruházat ünnepnapokon nem érinti! |                                              |    |                                                                                          | |
| 14                                              | Auchan Sziget áruház                         | 19 | 38, 38A, 238, 279, 279B, 280, 280B 690                                                   | Auchan sziget áruház, Bauhaus áruház |
| 16                                              | Hárosi Csárda                                | 17 | 38, 38A, 238, 278, 279, 279B, 280, 280B 690                                              | |
| 18                                              | Vízművek lakótelep                           | 16 | 38, 38A, 238, 278 690                                                                    | Fővárosi vízművek, Lakótelep |
| 19                                              | Almafa utca                                  | 15 | 38, 38A, 238, 278 690                                                                    | |
| 20                                              | Szilvafa utca                                | 14 | 38, 38A, 238, 278 690                                                                    | |
| 22                                              | Fácánhegyi utca                              | 13 | 38, 38A, 238, 278 673, 674, 675, 676, 690                                                | Diego áruház, Baumax áruház |
| 24                                              | Csepeli temető                               | 11 | 38, 38A, 238, 278 672, 673, 674, 675, 676, 690                                           | Csepeli temető |
| 26                                              | Tejút utca                                   | 9  | 38, 38A, 238, 278 672, 673, 674, 675, 676, 688, 690                                      | Óvoda, Iskola, Gimnázium |
| 27                                              | Vas Gereben utca                             | 8  | 38, 38A, 238, 278 673, 674, 690                                                          | Csillagtelep, Tesco áruház, Benzinkút |
| 28                                              | Erdősor utca                                 | 7  | 38, 38A, 159, 238, 278 673, 674, 690                                                     | |
| 30                                              | Csepel H                                     | 5  | 38, 38A, 238, 278 672, 673, 674, 675, 676, 688, 690                                      | Csepel plaza, HÉV-állomás, II. számú posta |
| 32                                              | Karácsony Sándor utca H                      | 3  | 36, 38, 38A, 71, 148, 159, 179, 238, 278 672, 673, 674, 675, 676, 688, 690               | HÉV-állomás, Óvoda, Iskola, Gimnázium |
| 33                                              | Szent Imre tér H                             | 2  | 35, 36, 38, 38A, 71, 148, 151, 152, 159, 179, 238, 278 672, 673, 674, 675, 676, 688, 690 | HÉV-állomás, Volánbusz-állomás, Óvoda, Iskola, Gimnázium, XXI. kerületi rendőrség, I. számú posta, XXI. kerületi polgármesteri hivatal és okmányiroda |
| 35                                              | Kiss János altábornagy utca                  | ∫  | 38, 38A, 71, 152, 159, 179, 238, 278 688, 690                                            | |
| 36                                              | Csepel, Szent Imre tér végállomás            | 0  | 35, 36, 38, 38A, 71, 148, 151, 152, 159, 179, 238, 278 688, 690                          | Autóbusz-állomás, Volánbusz-állomás |